# مهنا واقص
مهنا واقص العنزي لاعب كرة قدم سعودي ، يلعب في نادي القيصومة.

## مسيرة اللاعب
لعب في نادي الباطن ونادي الطائي ونادي القيصومة.

## روابط خارجية
- مهنا واقص على موقع Soccerway.com (الإنجليزية)